# Josip Cimperman
Josip Cimperman, slovenski pesnik in prevajalec, * 19. februar 1847, Ljubljana, † 5. maj 1893, Ljubljana. Njegov brat je bil pesnik Fran Cimperman.
Njegova družina je bila kmečkega rodu. Oče mu je bil Andrej, mati mu je bila Marija (roj. Brezovar). Cimperman je po končani osnovni šolo zbolel in ohromel, zato šolanja ni nadaljeval. Kot samouk se je sam izobraževal. Učil se je zlasti tuje jezike. Cimperman spada v skupino pesnikov-formalistov, ki jo poleg njega tvorijo še Anton Funtek, Mihael Opeka in nekateri drugi, ki je bolj oblikovno kot vsebinsko posnemala mladoslovenske pesnike Levstika, Jenka, Stritarja in Gregorčiča.
Cimperman je objavil 3 pesniške zbirke: Pesmi (1869), nemške pesmi Rosen und Distelen (1873) in še enkrat Pesmi (1888). Kot Levstikov in Stritarjev posnemovalec je pisal pod vplivom literarnega formalizma oblikovno dobre pesmi, ki pa so vsebinsko šibke. Njegov opus prevodov pa obsega okoli 25 dramskih in drugih del.